# Vina Panduwinata
Vina Panduwinata, właśc. Vina Dewi Sastaviyana Panduwinata (ur. 6 sierpnia 1959 w Bogorze) – indonezyjska piosenkarka.
Debiutowała w 1978 roku albumem Java & Single Bar. Jej kariera nabrała tempa wraz z wydaniem albumu Burung Camar w 1985 roku. Piosenka o tym samym tytule stała się jednym z najsłynniejszych utworów w jej dorobku. 
W 2006 roku otrzymała prestiżową nagrodę AMI (Anugerah Musik Indonesia) za całokształt osiągnięć artystycznych – Lifetime Achievement.
Lokalne wydanie magazynu „Rolling Stone” umieściło dwa spośród utworów piosenkarki w zestawieniu 150 indonezyjskich utworów wszech czasów („Burung Camar” na pozycji 28. oraz „Kumpul Bocah” na pozycji 67.).

## Dyskografia
Źródło: .
- Java & Single Bar (Rca Hamburg, 1978)
- Sorry Sorry & Touch Me (Rca Hamburg, 1979)
- Citra Biru (Jackson Record & Tapes, 1981)
- Citra Pesona (Jackson Record & Tapes, 1983)
- Citra Ceria (Jackson Record & Tapes, 1984)
- 3 Dalam 1 (Jackson Record & Tapes, 1985)
- Cinta (Jackson Record & Tapes, 1986)
- Cium Pipiku (Harpa Record, 1987)
- Wow Kring Kring (Harpa Record, 1989)
- Aku Makin Cinta (Ceepee Production, 1989)
- Vina Panduwinata (Lokamanya,1991)
- Rasa Sayang Itu ADA (Bursa Musik, 1991)
- Vina 2000 (Blackboard, 2000)
- Bawa Daku (Sony Music, 2002)
- Vina for Children (Kariza, 2002)
- Vina Terbaik 1981-2006 (Musica Studios, 2006)